# José Manuel Arzú Herrarte
José Manuel Arzú Herrarte (ur. 1888 w mieście Gwatemala, zm. 1944) – pisarz i dziennikarz gwatemalski. 
Autor biografii José Batresa Montúfara zatytułowanej Pepe Batres íntimo. Su familia, su correspondencia, sus papeles (1940) oraz książki Dialogo de los bostezos y otros motivos nacionales. Escenifacaciones para radio-teatro. (1945).